# نيكوليت (كيبك)
نيكوليت (بالإنجليزية: Nicolet, Quebec)‏ هي بلدية محلية في كيبيك تقع في كندا في Nicolet-Yamaska Regional County Municipality. يقدر عدد سكانها بـ 7,828 نسمة ومساحتها 129.20 كم2 .

## أعلام
- ميخائيل برين
- جورج بوشومين
- آرثر روسو